# 東堂圭八郎
東堂 圭八郎（とうどう けいはちろう、1905年〈明治38年〉5月13日 - 没年不詳）は、。大阪府中河内郡出身の日本の時代劇俳優。戦中から昭和中期にかけて新興キネマ、大映、のちに東映で活動した。本名、辻元市太郎。

## 出演
- 孫悟空一走万里維新の巻（1938年、新興キネマ曲） - 風神 役
- 孫悟空金角銀角の巻（1939年、新興キネマ） - 風神 役
- 孫悟空百花女園の巻（1939年、新興キネマ） - 風神 役
- 阿波狸合戦（1939年、新興キネマ） - 番頭お助 役
- 暴れだした孫悟空（1939年、新興キネマ） - 趙棋役
- 花嫁穏密（1941年、新興キネマ）
- 維新の曲（1942年、大映） - 都築荘蔵 役
- 虚無僧系図（1943年、大映） - 隊士 役